# A Little Work
«A Little Work» es una canción de Fergie, lanzada como cuarto sencillo de su álbum " Double Dutchess" en la radio el 14 de noviembre de 2017.
Un video fue dirigido por Jonas Åkerlund para la canción.
Además de que el video oficial existe, Fergie ha publicado el video completo, con una duración de 11 minutos, donde habla de una manera muy personal de sí misma.

## Promoción
Fergie interpretó la canción por primera vez en vivo en The Today Show el 22 de septiembre de 2017 en el lanzamiento de Double Dutchess. Después de que la canción fue seleccionada, se promocionó en The Talk el 24 de octubre y luego en The Late Late Show con James Corden el 30 de octubre. También interpretó la canción en Miss Universo el 26 de noviembre durante la competencia de vestidos de noche. La canción fue interpretada en Late Night con Seth Meyers el 14 de diciembre de 2017.

## Video musical
El video musical completo de "A Little Work" dura más de 11 minutos y fue dirigido por Jonas Åkerlund. En el video vemos a Fergie armada con una cizalla mientras caminaba por la calle, porque se sentía perseguida por los demonios. Ante el temor de ser arrestado por la ceosia, se cierra en una pequeña iglesia, cuyas paredes están cubiertas de grafiti.De repente vemos fuerzas especiales estadounidenses fuera de la iglesia. Fergie le había explicado a Oprah Winfrey en una entrevista en 2012, un episodio similar. No quería dejar la iglesia porque creía que estaba rodeado de SWAT y francotiradores debido a las drogas. "Me hice famosa, comencé a salir y tomé éxtasis, del éxtasis fui a la metanfetamina, con cualquier droga, todo es grande al principio, y luego, lentamente, tu vida comienza una espiral descendente".
En otras escenas la vemos en una cama de hospital, vistiendo una camisa de fuerza mientras se retuerce. Explique que fue cuando decidió desintoxicarse y por eso agradece a su abuelo, que era su ángel guardián. En un flashback, él participa en el funeral de su abuelo que murió en la guerra, y ella lo ve en la cama del hospital donde está.
La idea de dramatizar la experiencia previa de Fergie con la adicción surgió después de que Åkerlund sostuvo una conversación profunda con la cantante sobre su vida en el hogar, filmación que también se usó en el corte final. En una entrevista para Rolling Stone, Fergie habló sobre su idea: "Fue muy interesante, la idea de querer interpretarla en el cine, y no solo, sino que la hace más grande que la vida, la hace grande" y continua "Jonas encontró esta iglesia que iba a ser demolida muy pronta, y todos estos graffiti increíbles que estaban allí [...] Parte de toda la canción es solo una batalla en tu mente para superar la negatividad y sobre todo lo que hay en tu Camino, y solo pasando por eso y encontrando tus herramientas para superarlo, sean cuales sean. Y estando en esa iglesia, hubo presencia y fue densa. Fue un momento, seguro."
El 30 de octubre de 2017, justo antes de que se escuchara la canción en la radio, se cargó una breve edición de video de 3 minutos en el punto de venta en línea.

## Charts
| Chart (2017–18)                    | Peak position |
| ---------------------------------- | ------------- |
| Estados Unidos (Adult Top 40)      | 39            |
| Estados Unidos (Mainstream Top 40) | 36            |